# Калимеро
Calimero (яп. カリメロ Каримэро) — аниме-сериал совместно японо-итальянского производства о чёрном цыплёнке Калимеро, который ранее фигурировал в итальянском телешоу Carosello, 1963 года производства и поэтому при выходе нового сериала был в определённой степени известен итальянской аудитории. Над созданием персонажей работала студия Organizzazione Pago, а также цыплёнок был использован в итальянской рекламе мыла Miralanza AVA, где показывается, что цыплёнок на самом деле не чёрный, а очень грязный, и становится снова белым, после купания с мылом.
Персонаж дважды лицензировался японской студией Toei Animation, которая выпускала первый аниме-сериал в чёрно-белом формате с 15 октября 1974 года по 30 сентября 1975 года, позже вышел в цветном формате. Всего было выпущено 47 серий. Второй сериал той же студией выпускался с 15 октября 1992 года по 9 сентября 1993 года, здесь были выпущены 52 серии аниме. Сериал транслировался по многим телеканалам западной Европы. В 2014 году вышло продолжение, выполненное полностью в компьютерной графике.

## Сюжет
Сюжет разворачивается вокруг очаровательного, но незадачливого антропоморфного цыплёнка Калимеро, который единственный в своём семействе, кто родился с чёрным пухом, а не жёлтым, как остальные. Калимеро носит всегда скорлупку из под яйца на голове. Практически во всех сериях Калимеро со своими друзьями пытается разгадать странные явления и попадает в забавные или неприятные ситуации.

## Роли озвучивали
1972 год
- Калимеро (яп. カリメロ Каримэро) — Кацуэ Мива[2]
- Присцилла (яп. プリシラ Пурисира) — Митико Номура[2]
- Питер Джобатта (Паперо Пьеро) (яп. ピーター ジョバッタ Пита Дзёбатта) — Канэта Кимоцуки[2]
- Джулиано (яп. ジュリアーノ Дзюриано) — Охара, Норико
- Бута (яп. ブータ Бута) — Масако Нодзава[2]
- Деппа (яп. デッパ Дэппа) — Сатико Тидзимацу[2]
- Мама Калимеро (Цесира) (яп. カリメロの母 Каримэро но хаха) — Масако Нодзава[2]
- Папа Калимеро (Галлетони) (яп. カリメロの父 Каримэро но тити) — Кэнъити Огата[2]
- Мистер Сова (яп. フクロウ先生 Фокуро-сэнсэй) — Дзёдзи Янами[2]

1992 год
- Калимеро — Синобу Адати[2]
- Присцилла — Акэми Окамура[2]
- Питер (яп. ピーター Пита) — Акимаса Омори[2]
- Джулиано (яп. ジュリアーノ Дзюриано) — Юдзи Уэда[2]
- Сюзи (яп. スージー Судзи) — Нацуми Сасаки[2]
- Рошита (яп. ロシータ Росита) — Хироко Касахара[2]

## Культурное влияние
- Один из синглов на валлийском языке рок-группы Super Furry Animals носит имя Calimero[3].
- Французская певица Брижитт Фонтэн совместно с музыкальной группой Stereolab создала сингл Calimero[4].
- В 1970—1980-е годы среди военной полиции израильской армии стало распространяться устойчивое выражение — Калимеро, так, как головные уборы военных были белого цвета и напоминали по форме яйцо[5][6].
- В Нидерландах и Бельгии существует термин: «Комплекс Калимеро», который описывает человека, уверенного, что мир настроен против него, лишь потому, что оказался слабее или проиграл в чём-то. Прототипом для этого послужила любимая фраза цыплёнка «Они большие, я маленький, это не справедливо или нет!», в Словении в похожем случае используют выражение «он, ведёт себя, как Калимеро» или «не будь, как Калимеро»[7].